# Lupac
Lupac é uma comuna romena localizada no distrito de Caraș-Severin, na região de Banato. A comuna possui uma área de 66.49 km² e sua população era de 2975 habitantes segundo o censo de 2007.